# Мансиньяк
Мансинья́к (фр. Mensignac) — коммуна во Франции, находится в регионе Аквитания. Департамент — Дордонь. Входит в состав кантона Сент-Астье. Округ коммуны — Перигё.
Код INSEE коммуны — 24266.

## География
Коммуна расположена приблизительно в 430 км к югу от Парижа, в 100 км северо-восточнее Бордо, в 14 км к западу от Перигё.

### Климат
Климат умеренный океанический со средним уровнем осадков, которые выпадают преимущественно зимой. Лето здесь долгое и тёплое, однако также довольно влажное, здесь не бывает регулярных периодов летней засухи. Средняя температура января — 5 °C, июля — 18 °C. Изредка вследствие стечения неблагоприятных погодных условий может наблюдаться непродолжительная засуха или случаются поздние заморозки. Климат меняется очень часто, как в течение сезона, так и год от года.

## Население
Население коммуны на 2010 год составляло 1465 человек.
| 1962 | 1968 | 1975 | 1982 | 1990 | 1999 | 2010 |
| ---- | ---- | ---- | ---- | ---- | ---- | ---- |
| 786  | 762  | 902  | 1034 | 1127 | 1138 | 1465 |

## Администрация
| Период | Период | Фамилия                      | Партия                             | Примечания |
| ------ | ------ | ---------------------------- | ---------------------------------- | ---------- |
| 1944   | 1965   | Луи Конт                     |                                    | фермер     |
| 1965   | 1977   | Жан Некту                    | Объединение в поддержку республики | нотариус   |
| 1977   | 1983   | Кристиан Некту               | Объединение в поддержку республики | нотариус   |
| 1983   | 2008   | Марк Кошон де Лаппаран       | Объединение в поддержку республики |            |
| 2008   | 2014   | Филипп Жан-Франсуа Вобургуэн | беспартийный                       | нотариус   |
| 2014   | 2020   | Вероник Шабреру              | Разные левые                       |            |

## Экономика
В 2010 году среди 950 человек трудоспособного возраста (15-64 лет) 720 были экономически активными, 230 — неактивными (показатель активности — 75,8 %, в 1999 году было 71,5 %). Из 720 активных жителей работали 653 человека (336 мужчин и 317 женщин), безработных было 67 (30 мужчин и 37 женщин). Среди 230 неактивных 53 человека были учениками или студентами, 115 — пенсионерами, 62 были неактивными по другим причинам.

## Достопримечательности
- Церковь Свв. Петра и Павла (XII век)
- Замок Мансиньяк (XIX век), ныне мэрия

## Фотогалерея
- Мансиньяк
- Церковь Свв. Петра и Павла
- Интерьер церкви Свв. Петра и Павла
- Замок Мансиньяк (мэрия)
- Вилла Глисин
- Печи для обжига извести